# Латвия на летних Паралимпийских играх 2016
Латвия на летних Паралимпийских играх 2016 года была представлена 11 спортсменами в шести видах спорта.

## Состав сборной
Академическая гребля
1. Эдуард Пупелис
2. Жанна Цвечковская

 Верховая езда
1. Рихардс Сникус

 Лёгкая атлетика
1. Айгар Апинис
2. Эдгар Бергс
3. Диана Дадзите
4. Тайга Кантане

 Плавание
1. Янис Плотниекс

 Стрельба из лука
1. Гинт Йонастс
2. Иева Мелле

 Паралимпийское фехтование
1. Полина Рожкова